# Ñirihuau

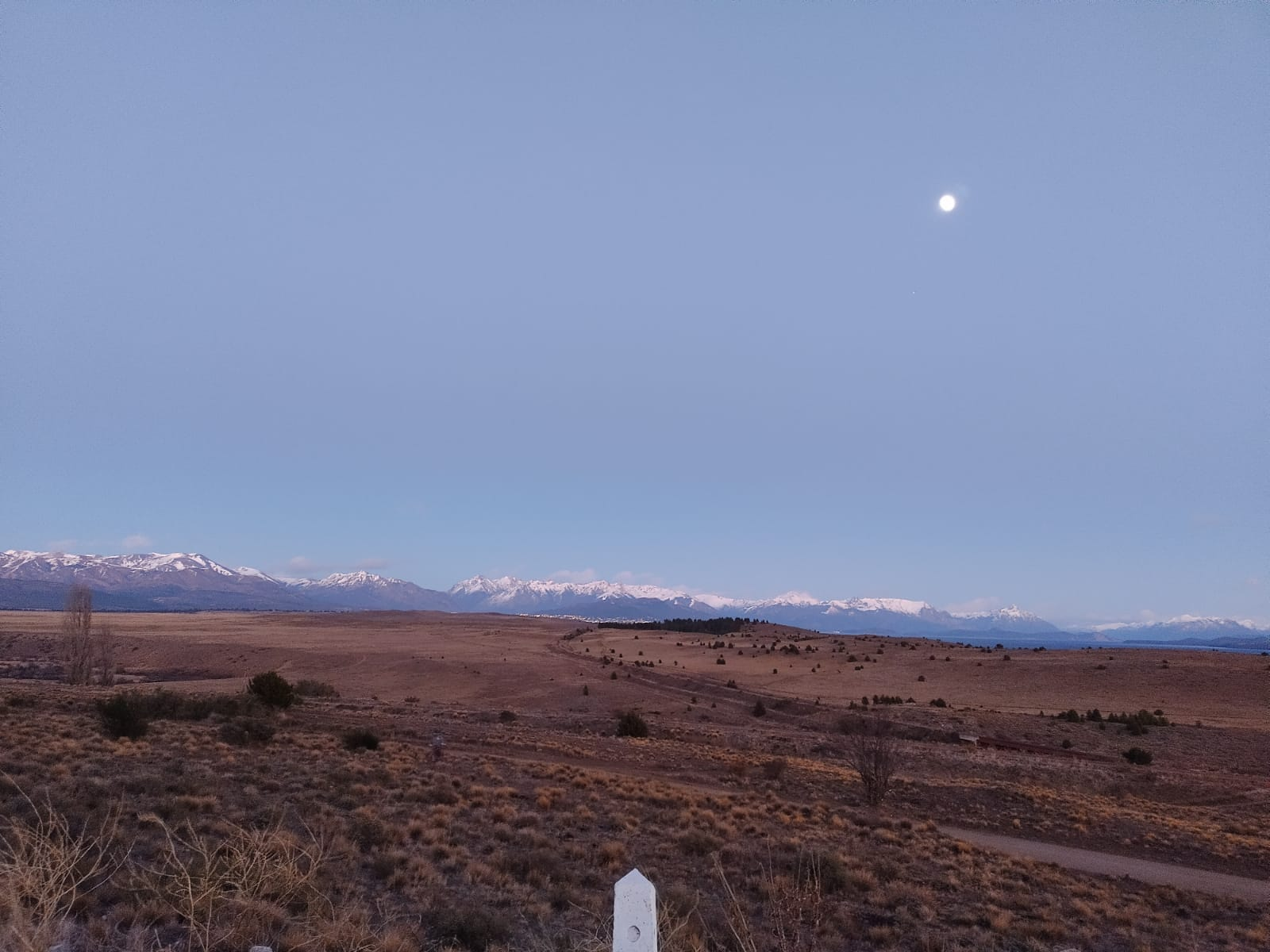
Escuela N.º 190 Modesto Inacayal

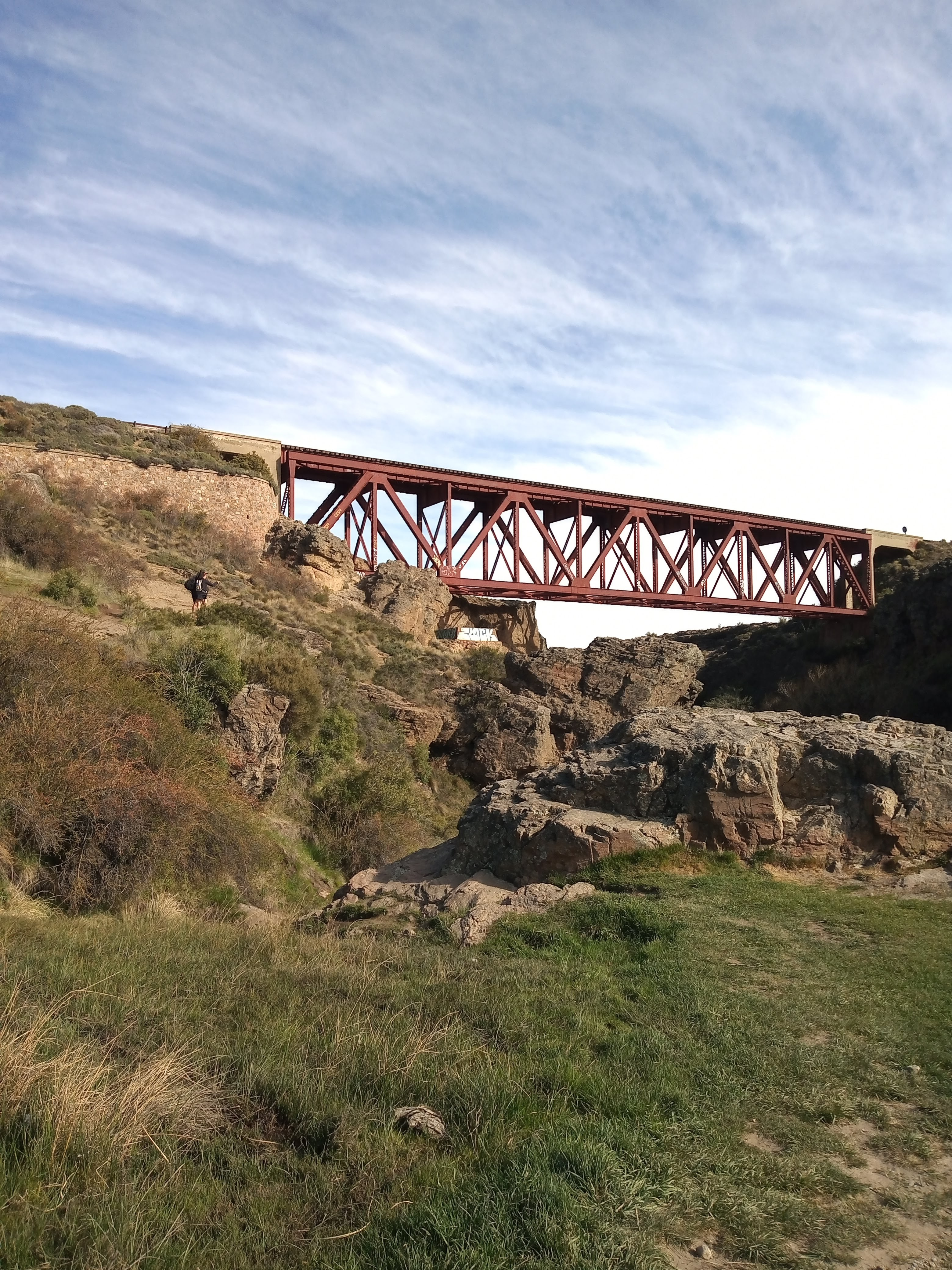
Puente sobre el río Ñirihuau

Ñirihuau es una localidad del departamento Pilcaniyeu, en la provincia de Río Negro, Argentina, dependiente del municipio de Dina Huapi.

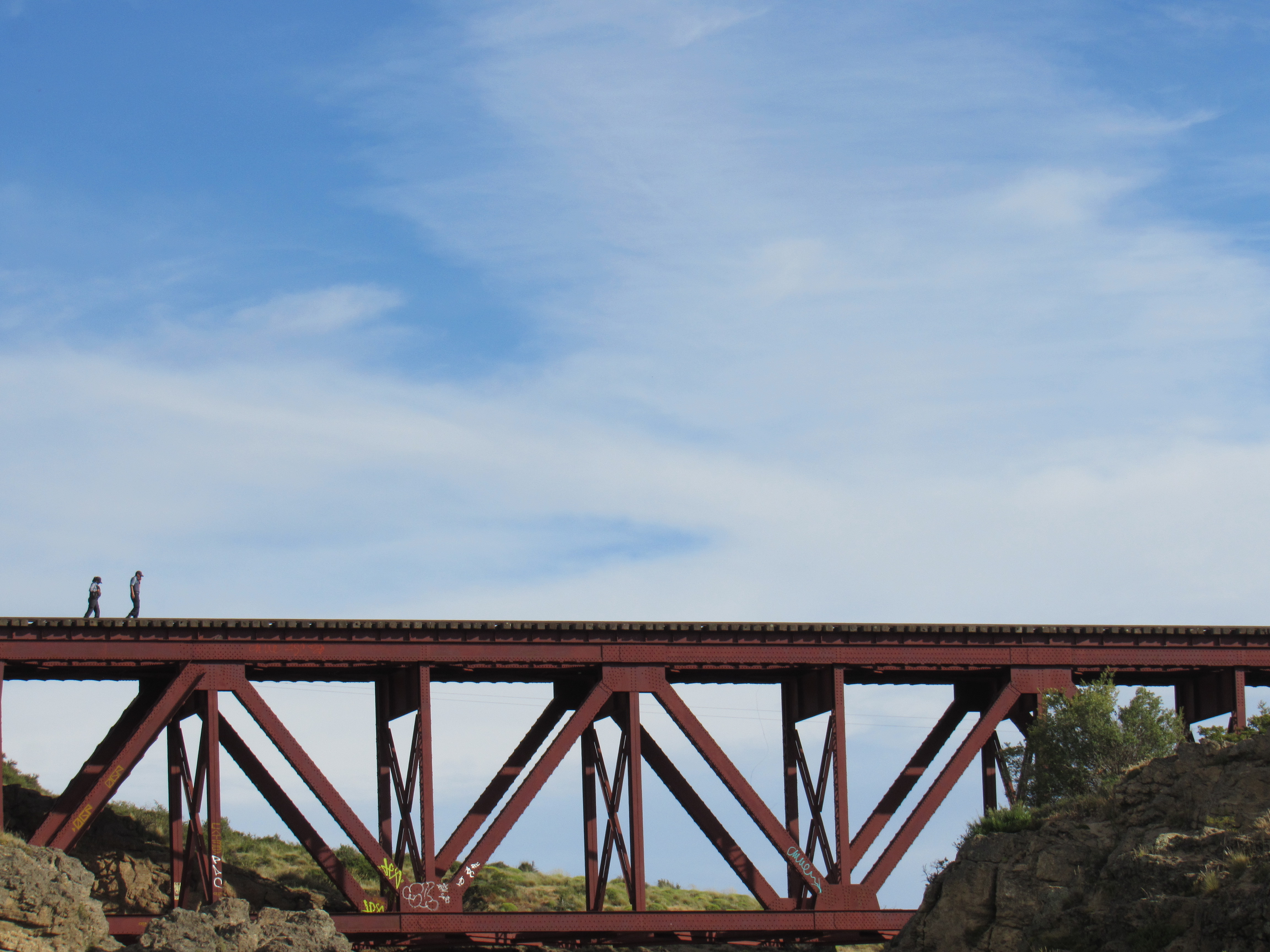
Puente de Ñirihuau. Paso del tren patagónico.

Se encuentra sobre la Ruta Nacional 237 a 15km al este de San Carlos de Bariloche. Es estación ferroviaria del Tren Patagónico.

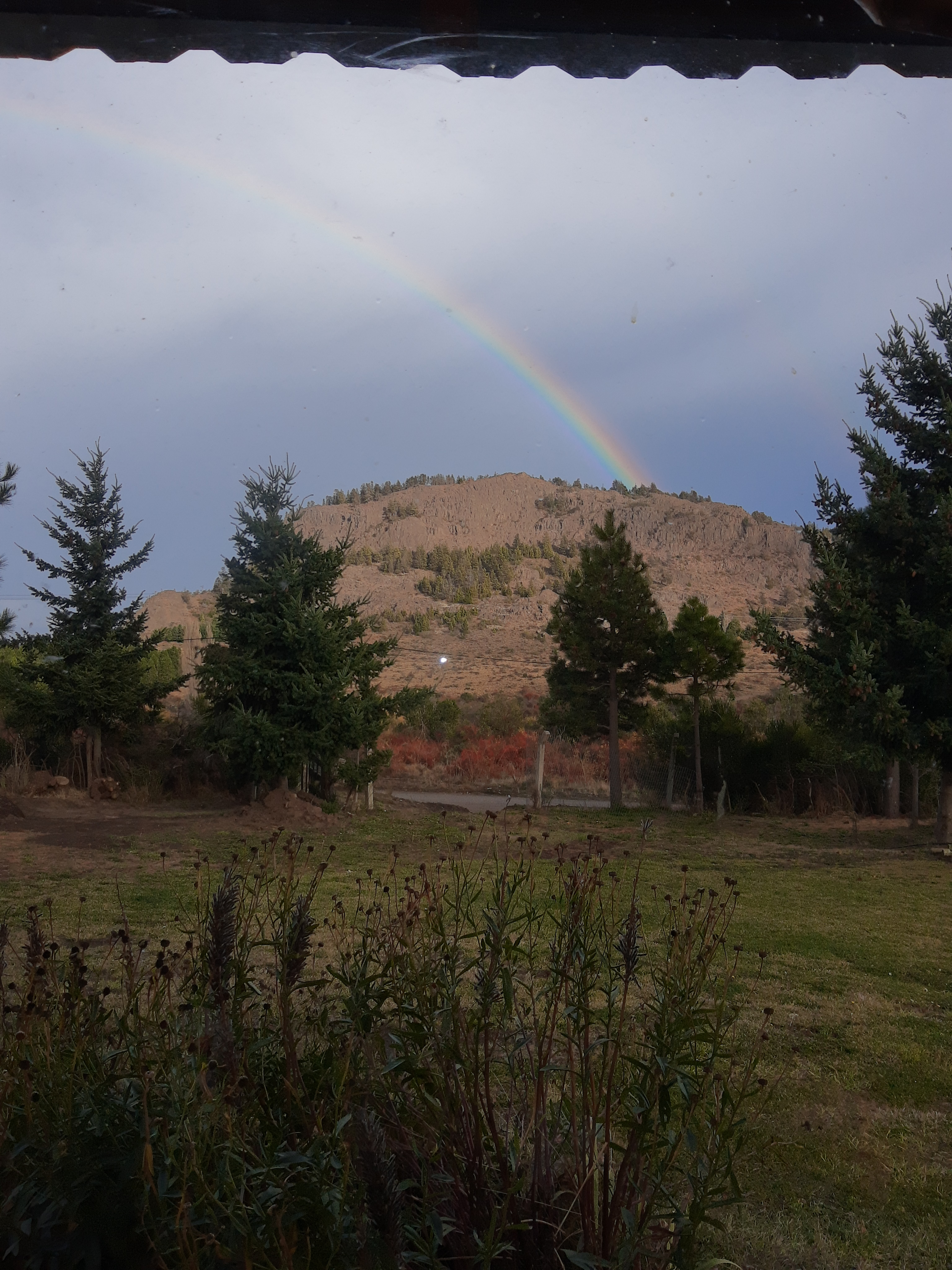
Cerro Leones. En Ñirihuau.

## Toponimia
Su nombre proviene del Río Ñirihuau ("cañadón de los ñires" en idioma mapuche), que atraviesa la localidad.

## Población
Contó con 261 habitantes (Indec, 2010), lo que representó un incremento del 108% frente a los 125 habitantes (Indec, 2001) del censo anterior.
El censo 2022 registró una población de 397 habitantes que se repartieron entre 208 hombres y 289 mujeres. Sin embargo, las cifras obtenidas fueron estimativas solo teniendo en cuenta a la población en viviendas particulares; es decir, excluyendo del dato a la población institucional y las personas sin hogar. Gracias a este censo también fue posible conocer su densidad y tamaño urbano.
| Gráfica de evolución demográfica de Ñirihuau entre 1991 y 2022 |
|                                                                |
| Fuente: Censos nacionales del INDEC                            |

## Clima
El clima en el Paraje Ñirihuau es árido. Predomina el viento del Oeste y noroeste.

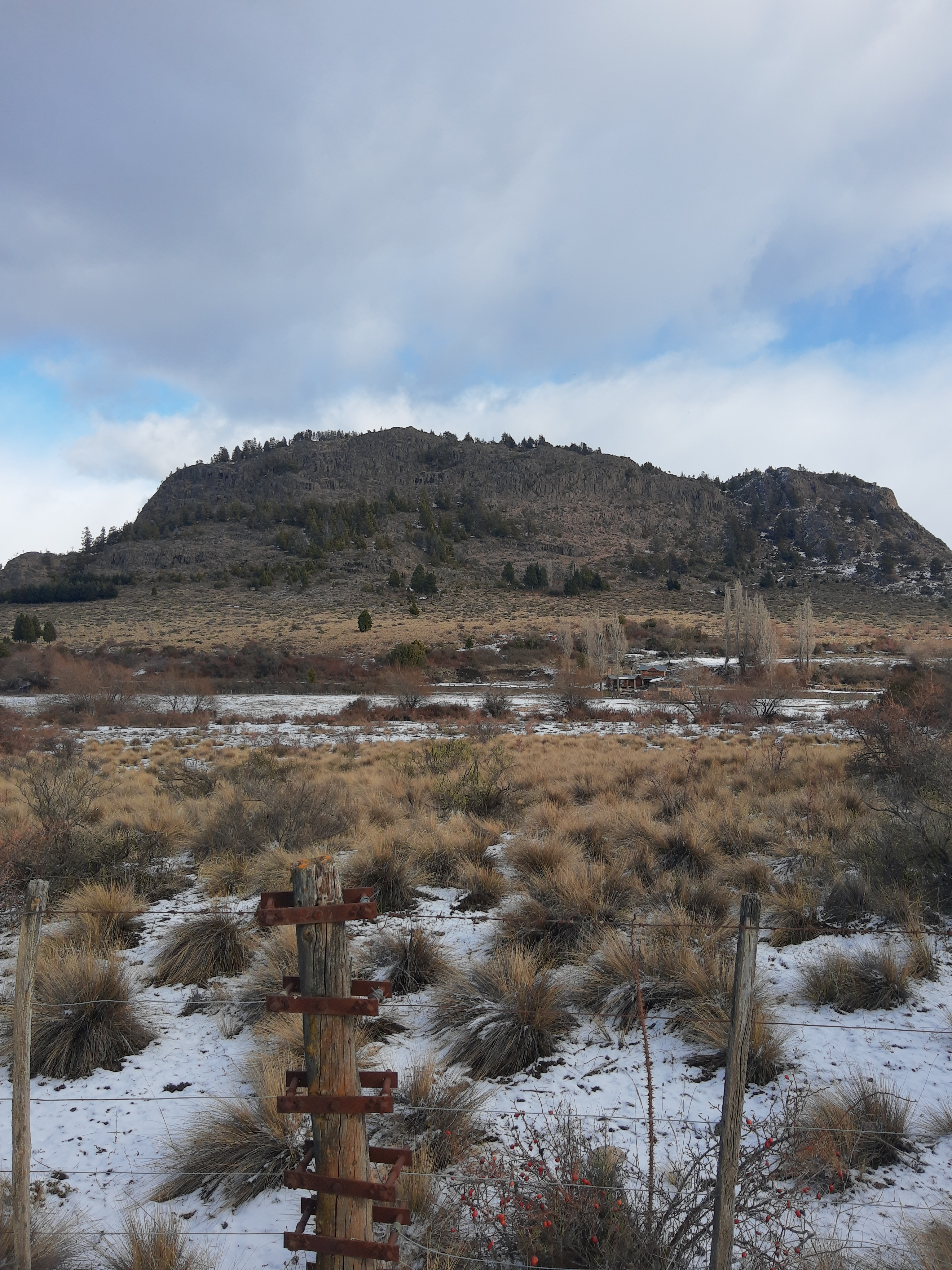
Cerro leones en invierno.

Las temperaturas son bajas durante la mayor parte del año:
Media anual 8,0 C.
Máxima media del 14,0 C.
Máxima absoluta de 34,0 C.
Las precipitaciones son escasas y se dan mayormente en los meses de otoño e invierno. Se presentan algunas nevadas en invierno y los veranos son muy secos. Los suelos son de origen volcánico, arenosos y pedregosos.

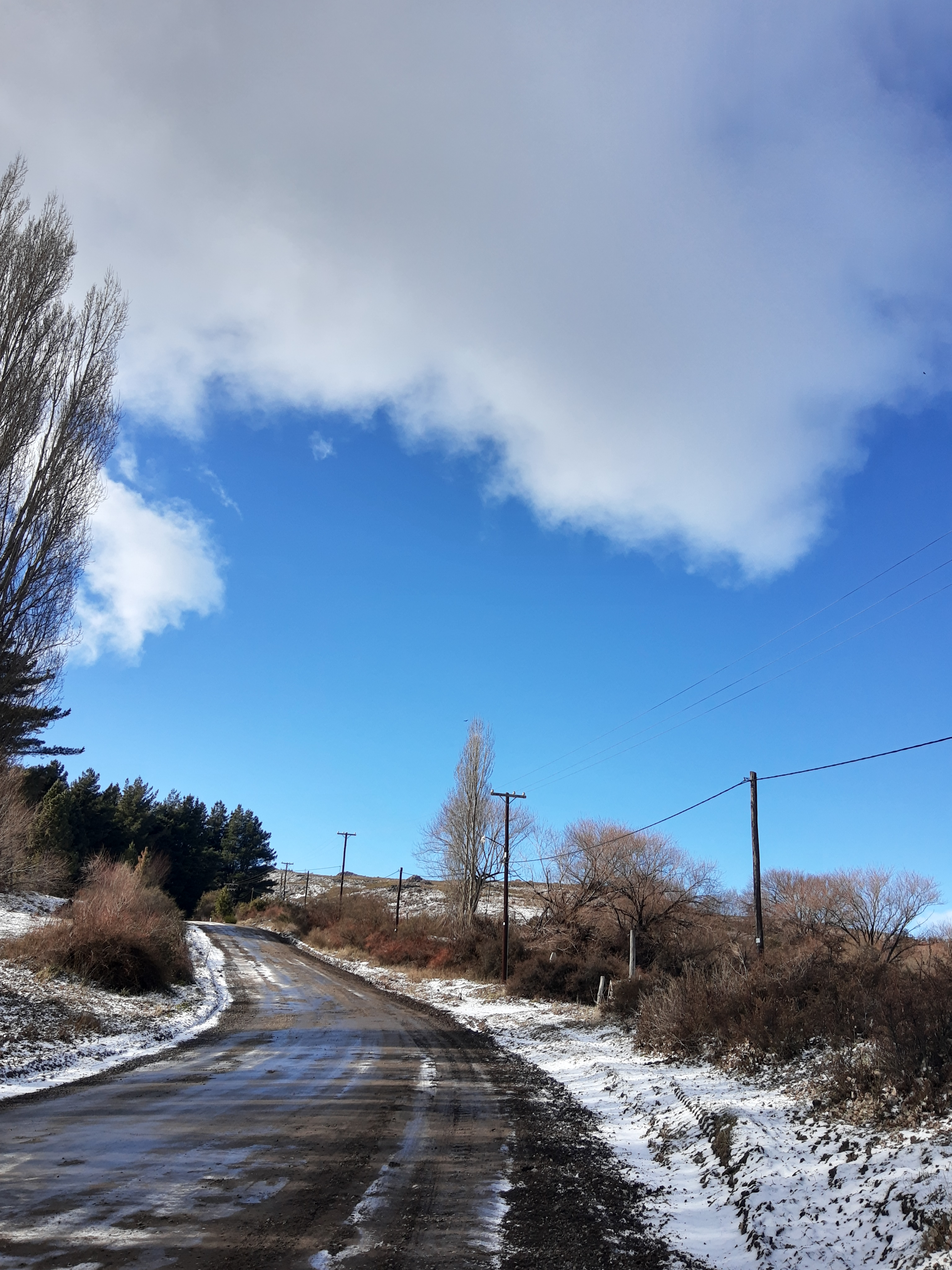
Calle primeros pobladores.

## Flora
La vegetación que predomina es:  pastos, arbustos y subarbustos.
Algunas plantas nativas son: neneo, mata negra, coirones, jarillas, calafate, palo de piche. Árboles de chacay, ñire y maitén.
Algunas plantas exóticas que hay son: sauce, pino, álamos y rosa mosqueta.

## Fauna
En la estepa encontramos animales expuestos a fuertes variaciones de temperatura y humedad, estos crean hábitos cavadores como el: 
-piche
-roedores: tuco tuco y cuis.
Diversidad de aves:
- calandria mora.
- jilguero.
- chorlo cabezón.
- martineta.
- carancho.
-águila mora.
-halcones.
-búho ñacurutu.
-cóndor.
-pato.
-cormoranes.
-martín pescador.
Mamíferos carnívoros:
- puma.
- zorro gris y colorado.
Mamíferos carnívoros con inclusión de frutos y raíces:
- zorrino.
Herbívoros:
- guanaco.
Reptiles:
- lagartijas y escasos ejemplares de serpientes.
Insectos:
- saltamontes.
- avispas.
- escarabajos.
- hormigas, entre ellas la cortadora de hojas.
Arácnidos:
-arañas y escorpiones.
Animales exóticos:
-liebre.
-ciervo colorado. 
Fauna ictícola:
- especies autóctonas: percas, pejerreyes, bagrecitos y puyen.
-especies exóticas: trucha marrón y arcoíris.
Anfibio: 
Rana del chalhuaco. Está en la categoría de vertebrados de valor especial. Su hábitat está declarada área crítica cuencas de ñirihuau y chalhuaco.